# Robert McClelland (australisk politiker)
Robert Bruce McClelland, född 26 januari 1958 i Sydney, New South Wales, är en australisk politiker. Han var ledamot av Australiens representanthus 1996–2013 och Australiens justitieminister 2007–2011. Han är medlem i Australiens arbetarparti (Australian Labor Party, ALP).